# Torre Bouchard

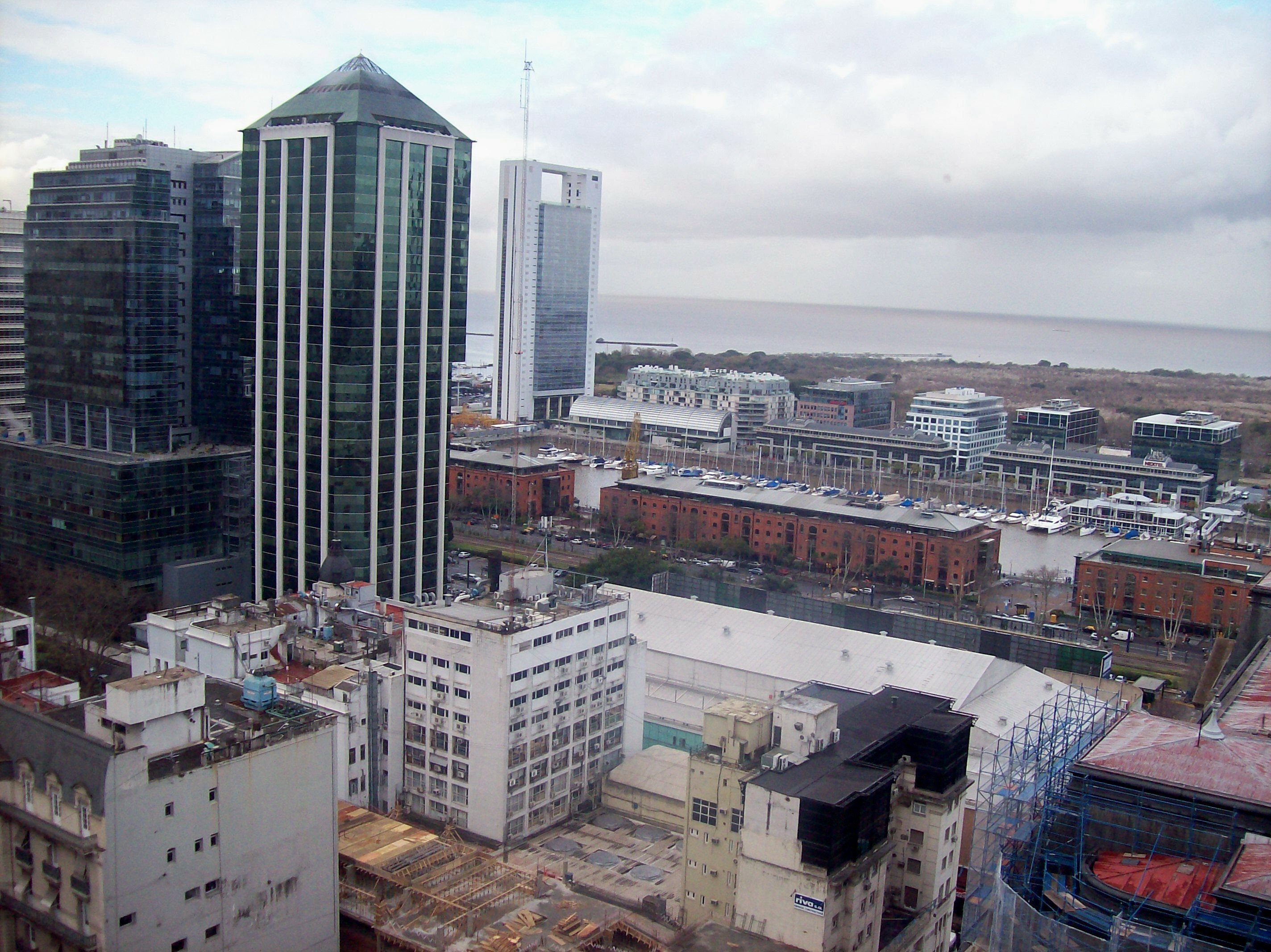
Вид на здание Torre Bouchard

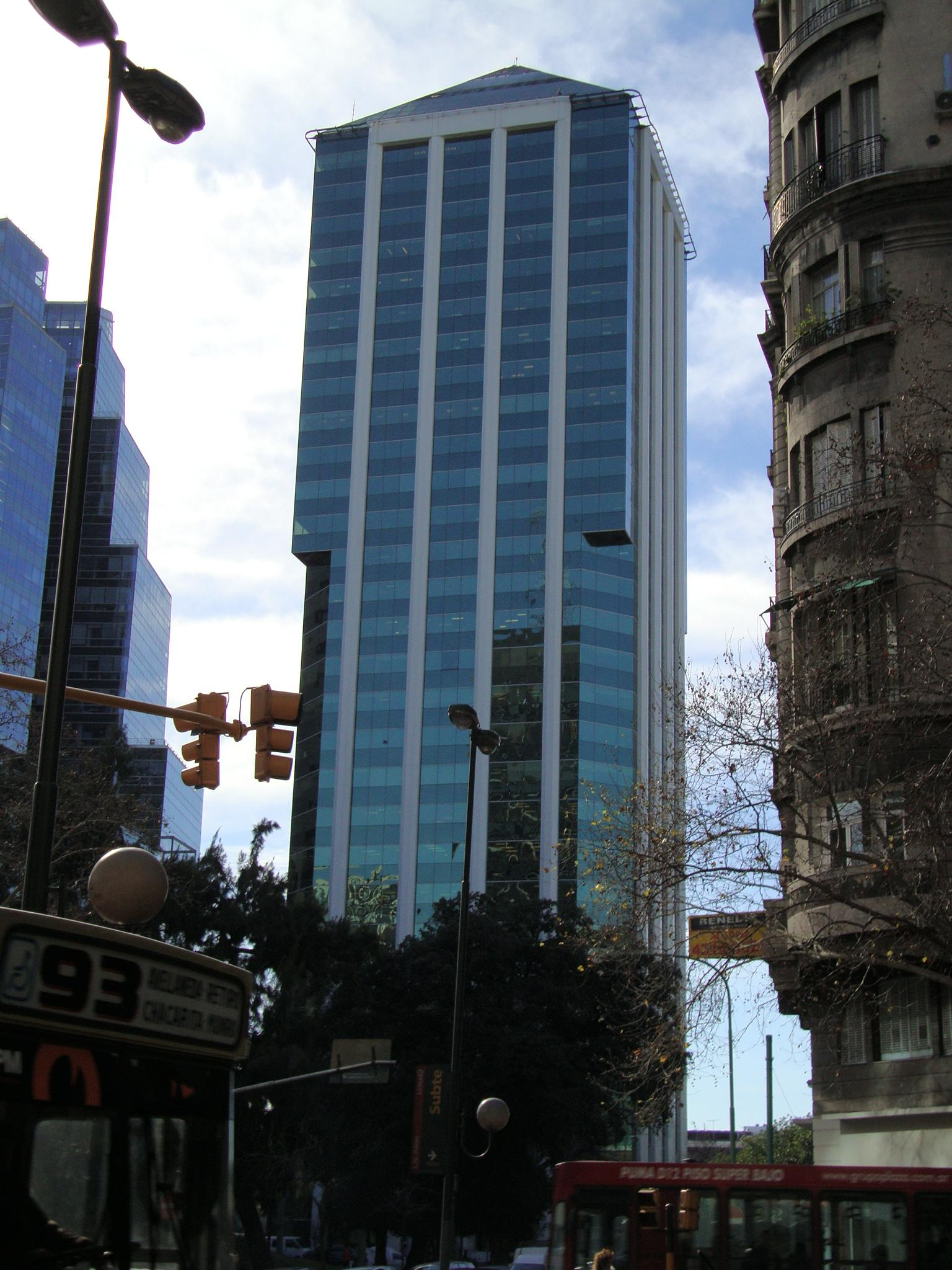
Вид на проспект Леандро Н. Алем

Torre Bouchard (Torre Bouchard) — (ранее известное как Bouchard Plaza), офисное здание в районе Сан-Николас, в Буэнос-Айресе, Аргентина.
Конструкция здания, узнаваема на расстоянии из-за своей пирамидальной верхней части, здание было разработано архитекторами Перальта Рамос (SEPRA) и Бекар Варела (SEPRA) в 1991 году, и было построено в 1996 году.
Здание было построено на земле, которая в конце девятнадцатого века была приобретена компанией Sociedad Anónima Depósitos y Muelles de las Catalinas. В северной части участка было построено здание Torre Bouchard.
Здание имеет четыре лифта и две лестницы, в результате чего арендуемая площадь по периметру составляет 36,025 м² (388,000 ft²) и 110 метров (361 ft) в высоту. Это 30-этажное офисное здание. Вершина здания сделана под 45 градусов. Во время его строительства, было названо как «первое высокотехнологичное офисное здание в Буэнос-Айресе». В здании колонны сгруппированы по всему периметру здания, они напоминают более ранние проекты архитекторов компании SEPRA, например Torre La Buenos Aires, хотя и с различиями между фасадами зданий.
В настоящее время в здании Torre Bouchard находятся: посольство Японии, штаб-квартира и другие подразделения Aerolíneas Argentinas и офис Всемирного банка в Аргентине.